# Grand Prix Cycliste de Montréal 2022
11. ročník jednodenního cyklistického závodu Grand Prix Cycliste de Montréal se konal 11. září 2022 v Kanadě. Vítězem se stal Slovinec Tadej Pogačar z týmu UAE Team Emirates. Na druhém a třetím místě se umístili Belgičan Wout van Aert (Team Jumbo–Visma) a Ital Andrea Bagioli (Quick-Step–Alpha Vinyl). Závod byl součástí UCI World Tour 2022 na úrovni 1.UWT a byl třicátým závodem tohoto seriálu.

## Týmy
Závodu se zúčastnilo všech 18 UCI WorldTeamů, 2 UCI ProTeamy a kanadský národní tým. Alpecin–Deceuninck a Arkéa–Samsic dostaly automatické pozvánky jako nejlepší UCI ProTeamy sezóny 2021,, první jmenovaný tým však svou pozvánku zamítl. Třetí nejlepší UCI ProTeam sezóny 2021, Team TotalEnergies, pak dostal také automatickou pozvánku. Každý tým přijel se sedmi závodníky kromě týmů Groupama–FDJ a kanadského národního týmu, na start se tak postavilo 145 jezdců. Do cíle v Montréalu dojelo 76 z nich.
UCI WorldTeamy
- AG2R Citroën Team
- Astana Qazaqstan Team
- Bora–Hansgrohe
- Cofidis
- EF Education–EasyPost
- Groupama–FDJ
- Ineos Grenadiers
- Intermarché–Wanty–Gobert Matériaux
- Israel–Premier Tech
- Lotto–Soudal
- Movistar Team
- Quick-Step–Alpha Vinyl
- Team Bahrain Victorious
- Team BikeExchange–Jayco
- Team DSM
- Team Jumbo–Visma
- Trek–Segafredo
- UAE Team Emirates

UCI ProTeamy
- Arkéa–Samsic
- Team TotalEnergies

Národní týmy
- Kanada

## Výsledky
| Pořadí | Jezdec                 | Tým                     | Čas        |
| ------ | ---------------------- | ----------------------- | ---------- |
| 1      | Tadej Pogačar (SLO)    | UAE Team Emirates       | 5h 59' 38" |
| 2      | Wout van Aert (BEL)    | Team Jumbo–Visma        | + 0"       |
| 3      | Andrea Bagioli (ITA)   | Quick-Step–Alpha Vinyl  | + 0"       |
| 4      | Adam Yates (GBR)       | Ineos Grenadiers        | + 0"       |
| 5      | David Gaudu (FRA)      | Groupama–FDJ            | + 0"       |
| 6      | Mauro Schmid (SUI)     | Quick-Step–Alpha Vinyl  | + 22"      |
| 7      | Giovanni Aleotti (ITA) | Bora–Hansgrohe          | + 22"      |
| 8      | Romain Bardet (FRA)    | Team DSM                | + 22"      |
| 9      | Pello Bilbao (ESP)     | Team Bahrain Victorious | + 28"      |
| 10     | Warren Barguil (FRA)   | Arkéa–Samsic            | + 31"      |